# Masafumi Hara
Masafumi Hara (原 正文 Hara Masafumi?,  nacido el 21 de diciembre de 1943) es un exfutbolista japonés que se desempeñaba como defensa.
En 1970, Hara jugó cinco veces para la Selección de fútbol de Japón. Hara fue elegido para integrar la selección nacional de Japón para los Juegos Asiáticos de 1970.

## Trayectoria

### Clubes
| Club         | País  | Año         |
| ------------ | ----- | ----------- |
| Nippon Steel | Japón | ???? - 1974 |

### Selección nacional
| Selección | País  | Año  |
| --------- | ----- | ---- |
| Absoluta  | Japón | 1970 |

## Estadística de equipo nacional
| Selección de Japón | Selección de Japón | Selección de Japón |
| Año                | Part.              | Goles              |
| ------------------ | ------------------ | ------------------ |
| 1970               | 5                  | 0                  |
| Total              | 5                  | 0                  |